# HD199343
HD199343 — хімічно пекулярна зоря спектрального класу A5, що має видиму зоряну величину в смузі V приблизно  8,7.
Вона  розташована на відстані близько 1698,7 світлових років від Сонця.